# Rise to Ruin
| Оценки критиков | Оценки критиков |
| Источник        | Оценка          |
| --------------- | --------------- |
| AllMusic        | [ 1 ]           |

Rise To Ruin — седьмой и последний студийный альбом нидерландской дэт-метал группы Gorefest, выпущенный в 2007 году на лейбле Nuclear Blast. Альбом был записан в марте 2007 года в Роттердаме на студии Excess, а вокал записывался в Antfarm, Орхус, в апреле 2007. Пластинка была издана в США 25 сентября 2007 года.

## Список композиций
| №  | Название               | Длительность |
| -- | ---------------------- | ------------ |
| 1. | «Revolt»               | 5:27         |
| 2. | «Rise to Ruin»         | 4:48         |
| 3. | «The War on Stupidity» | 4:14         |
| 4. | «A Question of Terror» | 5:35         |
| 5. | «Babylon's Whores»     | 9:09         |
| 6. | «Speak When Spoken To» | 4:19         |
| 7. | «A Grim Charade»       | 5:08         |
| 8. | «Murder Brigade»       | 4:15         |
| 9. | «The End of It All»    | 5:46         |

## Бонус-треки
| №   | Название         | Длительность |
| --- | ---------------- | ------------ |
| 10. | «Surrealism»     | 4:29         |
| 11. | «Dehumanization» | 3:32         |

## Участники записи
- Jan-Chris de Koeijer[англ.] — вокал, бас-гитара
- Frank Harthoorn[англ.] — гитара
- Boudewijn Vincent Bonebakker[англ.] — гитара
- Ed Warby[англ.] — барабаны
- Jacob Bredhal — дополнительный вокал в композициях «Revolt» и «Speak When Spoken To»